# Vzhodna armada (Avstro-Ogrska)
Vzhodna armada (izvirno nemško Ostarmee) je bila armada k.u.k. Heera med prvo svetovno vojno.

## Zgodovina
Armada je bila ustanovljena maja 1918 in je do ukinitve novembra 1918 delovala na vzhodni fronti.

## Vodstvo
Poveljniki
- general pehote Alfred Krauss: maj - november 1918